# Stritsäcksteklar
Stritsäcksteklar (Dryinidae) är en familj av steklar. Enligt Catalogue of Life ingår stritsäcksteklar i överfamiljen Chrysidoidea. 
Arterna blir upp till 8 mm långa och förekommer främst i tropikerna. Steklarnas larver lever som parasiter på eller i stritarnas larver. Vid honornas främre extremiteter finns ett gripverktyg som liknar en pincett. Med pincetten hölls värddjuret fast när äggen läggs. Dessutom saknar honor av flera arter vingar.
Släkten enligt Catalogue of Life och Dyntaxa:
- Anteon
- Aphelopus
- Dicondylus
- Dryinus
- Gonatopus
- Haplogonatopus
- Lonchodryinus
- Pseudogonatopus

## Bildgalleri

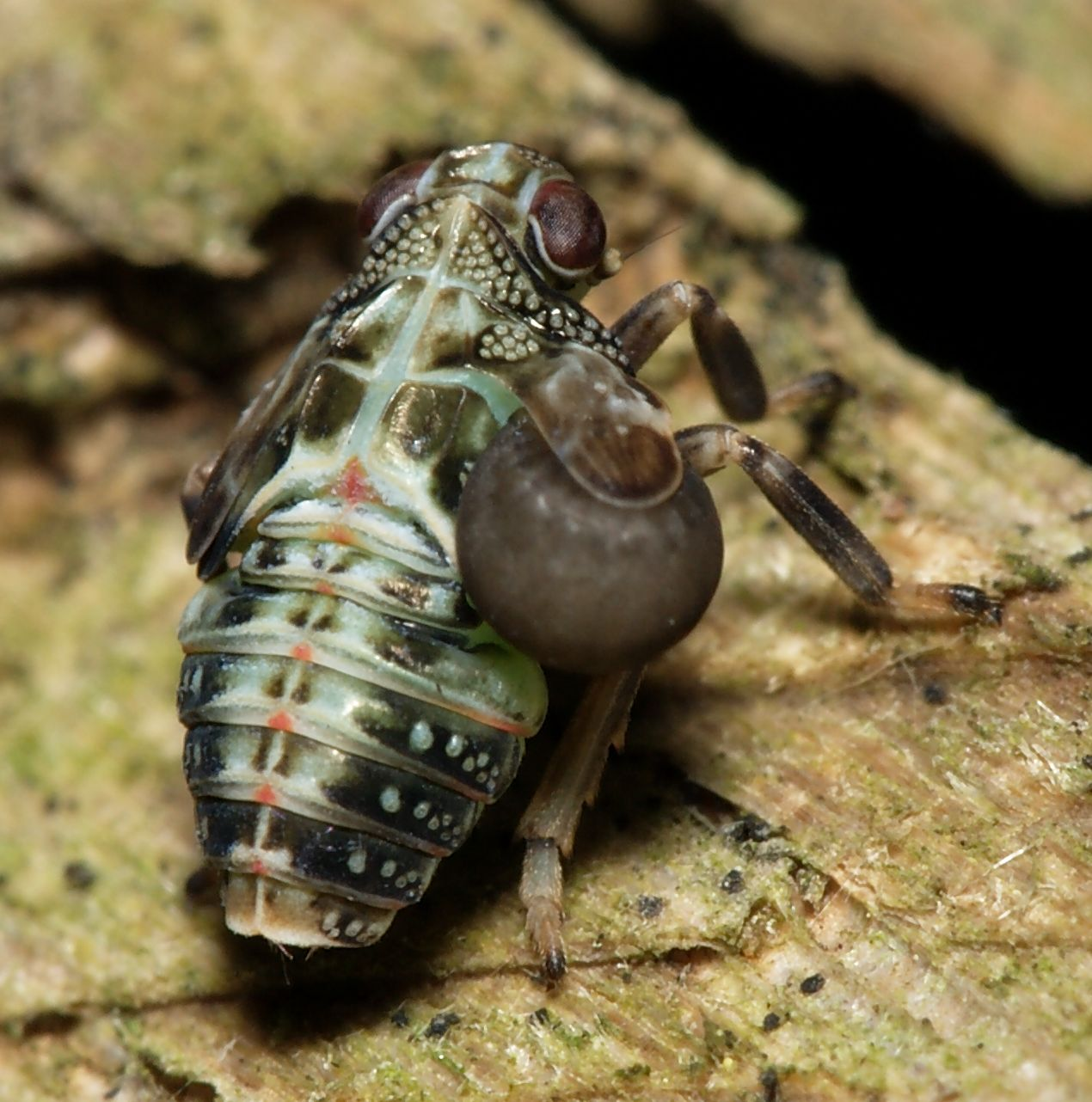